# Miconia pastoensis
Miconia pastoensis är en tvåhjärtbladig växtart som beskrevs av José Jéronimo Triana. Miconia pastoensis ingår i släktet Miconia och familjen Melastomataceae. Inga underarter finns listade i Catalogue of Life.